# New Strawn
New Strawn est une municipalité américaine située dans le comté de Coffey au Kansas. Lors du recensement de 2010, sa population est de 394 habitants.

## Géographie
Strawn puis New Strawn sont situées dans la vallée de la Neosho.
Selon le Bureau du recensement des États-Unis, la municipalité s'étend en 2010 sur une superficie de 0,82 mille carré (2,12 km2), dont 0,04 mille carré (0,1 km2) d'étendues d'eau.

## Histoire
Strawn est fondée en 1871. Son bureau de poste ouvre la même année, lorsqu'il est déplacé depuis le village de Sidney. La localité est nommée en l'honneur d'Enos Strawn, grâce à qui le Missouri-Kansas-Texas Railroad traverse le bourg.
En 1961, le bourg est submergé par la mise en eau du réservoir John Redmond (en). New Strawn est construite à proximité et devient une municipalité en 1970.